# نهر الزاب الكبير
نهر الزاب الكبير أو نهر الزاب اختصارًا. هو ثاني روافد نهر دجلة، ويشكل مع نهري الخابور والزاب الصغير إحدى الفروع الهامة لنهر دجلة.
ينبع نهر الزاب بالقرب من بحيرة وان في تركيا ويجري في محافظتي وان وهكاري التركيتين قبل أن يدخل محافظة دهوك في إقليم كردستان العراق، كما يشكل النهر حدا طبيعيا بين محافظتي نينوى وأربيل. يلتقي الزاب الأكبر بنهر دجلة جنوب شرق الموصل بين ناحية القيارة وناحية الشورة بمحافظة نينوى.